# Tablas rudolfinas
Las Tablas rudolfinas o rodolfinas (su título original en latín es Tabulae Rudolphinae) son una publicación de Johannes Kepler de 1627, consiste en un catálogo estelar y unas tablas planetarias, usando los datos recabados por Tycho Brahe en sus observaciones. Kepler las llamó Rudolfinas en homenaje al emperador Rodolfo II, bajo cuyo mecenazgo habían trabajado los dos.

## Tablas previas
Las tablas estelares habían sido producidas durante muchas centurias y eran usadas para establecer la posición de los planetas respecto de las estrellas fijas (en particular, las estrellas de las constelaciones del zodíaco) en una fecha específica con la finalidad de elaborar horóscopos. Hasta finales del siglo XVI, las de mayor uso fueron las Tablas alfonsíes, compuestas en el siglo XIII y que se actualizaban con regularidad. Estaban basadas en el modelo geocéntrico del sistema solar establecido por Ptolomeo. Aunque las Tablas alfonsíes no eran muy precisas, no se disponía de mejor información por lo que siguieron siendo utilizadas.
En 1551, siguiendo a la publicación del De revolutionibus orbium coelestium de Nicolás Copérnico, Erasmus Reinhold elaboró las Tablas prusianas, basadas en el modelo heliocéntrico del sistema solar, pero no había mayor precisión que en las primeras tablas.

## Los datos de Brahe y el modelo kepleriano del sistema solar

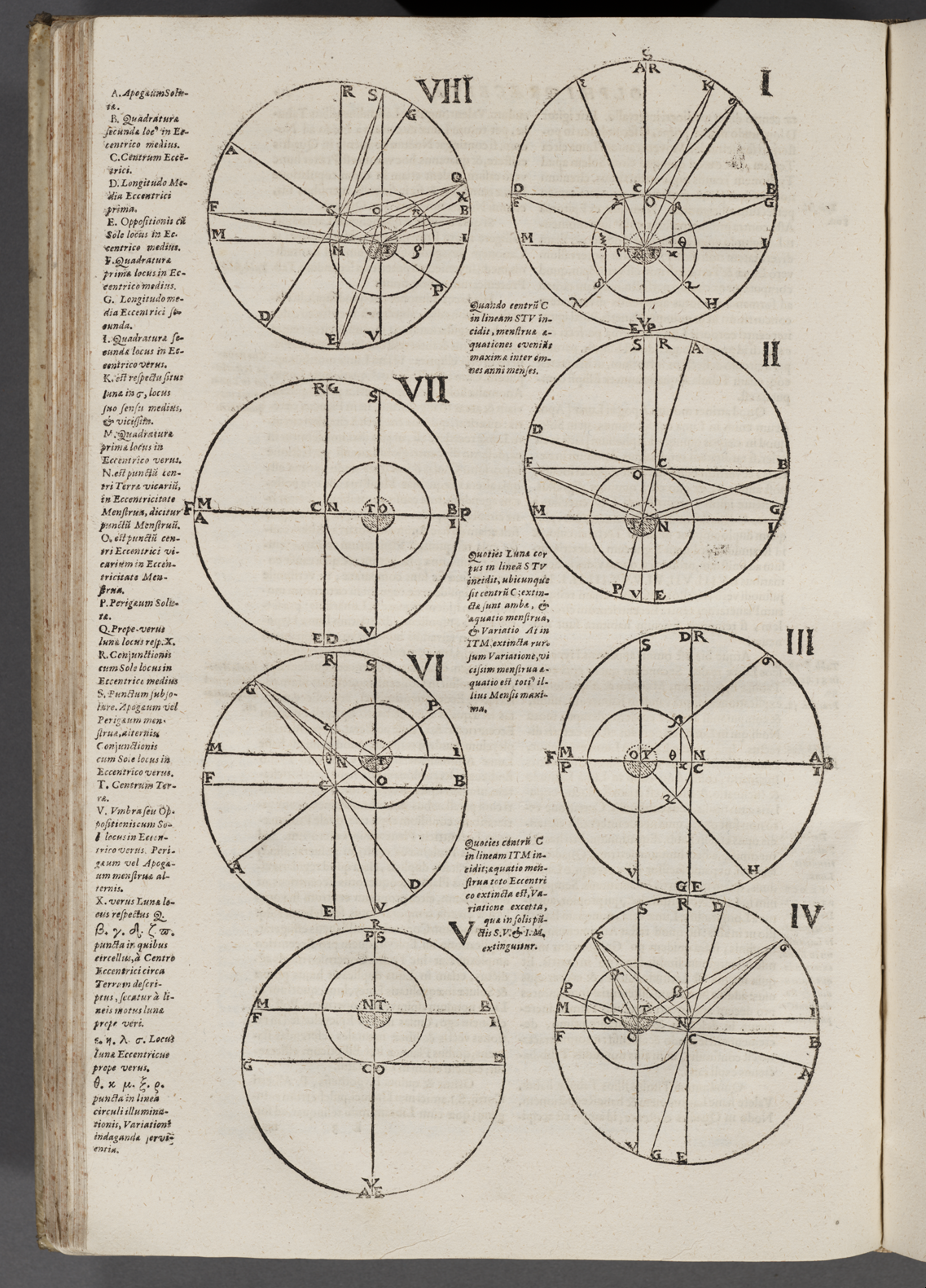
Discusión del cálculo de órbitas planetarias en las Tablas rudolfinas.

Tycho Brahe dedicó mucho tiempo de su vida a la obtención de medidas de las posiciones de las estrellas y planetas con una mayor precisión que en tiempos anteriores. Quería que esas tablas fueran la base de un nuevo y más preciso catálogo estelar. Kepler compuso las nuevas tablas basándose en las meticulosas observaciones de Brahe, junto con el modelo heliocéntrico del sistema solar y su concepción de las órbitas elípticas de los planetas. Los cálculos fueron más precisos al emplear las entonces recién publicadas tablas logarítmicas las cuales simplificaron de manera relevante los cálculos y disminuyeron el índice de error.

## Elaboración
El trabajo en las Tablas comenzó en 1600, cuando Kepler se unió a Brahe en su trabajo de matemático y astrólogo real, en Praga. El emperador Rodolfo II les había ordenado que confeccionaran mapas planetarios más precisos. Brahe murió al año siguiente y Kepler le sucedió en su cargo. Había una gran expectación por el trabajo con ruegos incluso desde la India y misiones jesuitas en China.  Ante la monumental empresa y aparte impedimentos externos, Kepler fue demorando el trabajo tedioso e interminable de los cálculos matemáticos. En una carta a un colega veneciano que le urgía a terminar el trabajo le dice: «te ruego que no me condenes del todo a la agotadora rutina de los cáculos y déjame tiempo para las especulaciones filosóficas, que son mi deleite». Las Tablas quedaron concluidas en 1623.

## Publicación
Mientras Kepler publicaba las Tablas rudolfinas, fue objeto de presiones por parte de los familiares de Brahe quienes, deseaban tener control sobre las observaciones y obtener los beneficios de su publicación. Alegaban que la obra de Tycho solo debería beneficiar a su familia y no a uno de sus competidores. Kepler, por el contrario, manifestaba que él y Tycho habían colaborado juntos tiempo antes de su muerte. Kepler afirmaba que el mismo era responsable de los cálculos y de la organización de la información. Al final Kepler consiguió el control de las Tablas y las publicó sin que la familia de Brahe obtuviera beneficio alguno. 

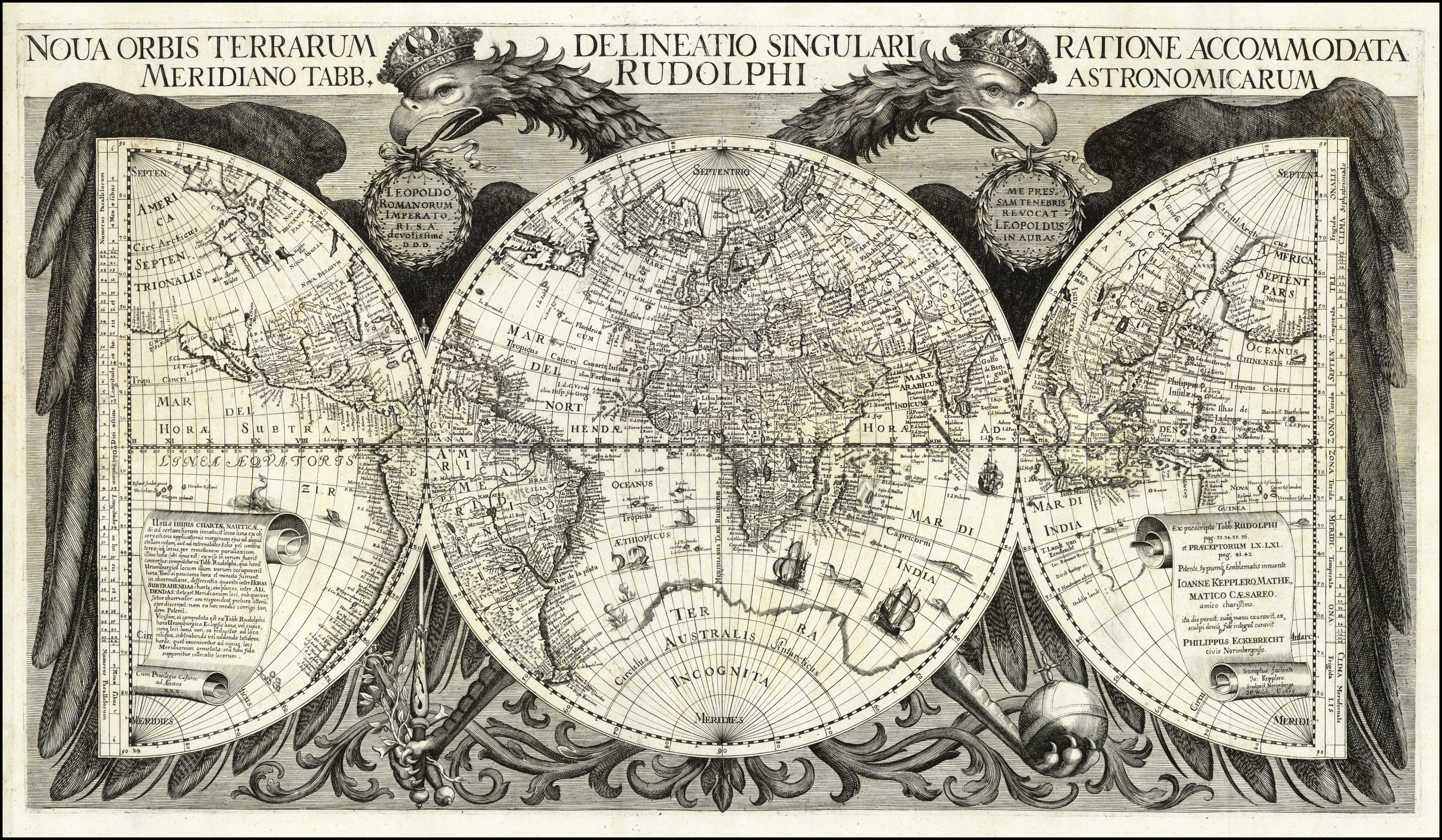
Mapa del mundo en las Tablas rudolfinas.

Brahe había manifestado su intención de dedicar las Tablas al emperador Rodolfo II, pero para 1627, cuando fueron publicadas, ya había fallecido, por lo cual la dedicatoria fue para el emperador Fernando pero nombradas rudolfinas. Las Tablas contienen las posiciones de 1005 estrellas, 400 más que Ptolomeo y Johann Bayer con instrucciones y tablas para localizar los planetas del sistema solar. (777 estrellas eran del catálogo de Brahe, que Kepler aumentó hasta el número total de 1005). Las tablas incluían numerosas listas de funciones logarítmicas y antilogarítmicas e instrucciones y ejemplos para computar las posiciones planetarias. Durante el siglo siguiente fueron la obra de referencia en astronomía posicional.
Para la mayoría de las estrellas las Tablas daban una precisión de un minuto de arco y eran las primeras en incluir factores de corrección para la refracción atmosférica. Eran tan precisas que permitieron a Pierre Gassendi hacer la primera observación del tránsito de Mercurio en 1631, predicho en las Tablas, y a Jeremiah Horrocks el tránsito de Venus en 1639.